# New Ground (Zvezdna vrata SG-1)
New Ground je naslov epizode znanstveno-fantastične serije Zvezdna vrata, v kateri se SG-1 odpravi na planet Bedrosia. Ne vedo, da so tamkajšnji prebivalci razdvojeni zaradi nasprotujočih si pogledov na zvezdna vrata. Nekateri verjamejo, da so ljudi na planet prinesli vesoljci skozi zvezdna vrata. Drugi so prepričani, da je človeško življenje na planetu ustvaril njihov bog Nefertum. Takoj po prihodu se člani SG-1 seznanijo s čudaškim znanstvenikom Nyanom.